# 은하단 내부 매질
은하단 내부 매질(영어: Intracluster medium, ICM)은 은하단 중심에서 나타나는 매우 뜨거운 플라스마 기체이다. 이 기체는 대략 100만 ~ 1,000만 켈빈 정도의 온도로 가열되며 주로 이온화된 수소와 헬륨으로 이루어져 은하단 내의 중입자 물질의 대부분을 차지한다. ICM은 강력한 X-선 복사를 방출한다.

## 가열
ICM은 은하단의 형성으로 인해 방출되는 중력에너지에 의해 높은 온도로 가열된다. 중력장으로부터 얻어진 운동에너지는 충격으로 인해 열에너지로 변환된다. ICM에 존재하는 원소들은 높은 온도로 인해서 이온화된다. ICM에 있는 가벼운 원소들은 핵으로부터 모든 전자를 잃은 상태이다.

## 조성
ICM은 주로 평범한 중입자(주로 이온화된 수소와 헬륨)로 구성된다. 이 플라스마 기체에는 철과 같은 무거운 원소들이 풍부한데, 수소에 대한 중원소의 양(중원소 함량)이 태양의 중원소함량의 약 3분의 1에 해당한다. 은하단에 있는 대부분의 중입자(80~95%)는 은하나 별과 같은 밝은 물질이 아니라 이 ICM에 들어있다. 그러나, 은하단의 질량의 대부분은 암흑물질로 이루어져 있다.
ICM이 은하단의 중입자 대 부분을 포함하고 있긴 하지만, ICM의 밀도는 보통 입방 센티미터 당 10-3 개 정도로 대단히 낮다. ICM 구성 입자의 평균 자유 행로는 약 1016 m, 즉 대략 1 광년에 해당한다.
은하단의 강력한 중력장은 이들이 심지어 극초신성으로 인해 형성된 원소도 포함하고 있음을 의미한다. 따라서 적색편이(거리)에 따른 ICM의 조성에 대한 연구는 이들이 평범한 사례에 해당될 때 (먼 은하단 일수록 더 과거의 모습을 가진 은하단이기 때문에)우주의 원소 형성에 대한 단서를 제공할 수도 있다.

## 관측
ICM은 온도가 매우 높기 때문에, 대부분 제동복사 과정에 의한 X-선 복사와 중원소에 의한 X-선 방출선을 방출한다. 이러한 X-선은 X-선 망원경을 통해 관측되는데, 망원경을 통해 ICM의 지도(X-선 방출은 ICM 밀도의 제곱에 비례한다)와 X-선 스펙트럼을 얻을 수 있다. X-선의 밝기는 기체의 밀도와 연관 있으며, 스펙트럼은 온도와 ICM의 중원소함량 측정에 이용된다.
ICM의 밀도는 은하단의 중심으로 갈수록 증가하며, 중심에서 절정을 이룬다. 덧붙여서 ICM의 온도는 중심 영역에서 외부의 값에 비해 1/2 또는 1/3배로 줄어든다. 중원소함량은 밀도와 마찬가지로 외곽에서 중심으로 갈수록 증가한다. 센타우루스자리 은하단과 같은 일부 은하단에서는 기체의 중원소함량이 태양의 중원소함량만큼 상승하기도 한다.

## 냉각류
다수의 은하단의 핵에서 ICM은 밀도가 높기 때문에 강력한 X-선 복사를 방출한다. 따라서 열을 공급하는 열원이 없어 가열되지 않는 ICM은 냉각(복사냉각)되어야 한다. ICM이 냉각되면서 뜨거운 가스는 대류와 같은 흐름(flow)으로써 복사를 대신하게 된다. 이것은 냉각류(cooling flow)로 알려져 있다. 그러나 ICM의 냉각에 대한 증거는 확인되지 않고 있는데, 이를 냉각류 문제(cooling flow problem)라고 한다.

## 같이 보기
- 은하단
- 성간 매질
- 은하 간 매질